# Cinisi-Terrasini vasútállomás
Cinisi-Terrasini vasútállomás egy vasútállomás Olaszországban, Szicília régióban, Palermo megyében, Cinisi településen. Forgalma alapján az olasz vasútállomás-kategóriák közül az ezüst kategóriába tartozik.

## Vasútvonalak
Az állomást az alábbi vasútvonalak érintik:
- Piraineto–Trapani-vasútvonal